# هينريتش شميت
هينريتش شميت (بالألمانية: Heinrich Schmidt)‏ هو صحفي وسياسي ألماني، ولد في 1902 بليرته في ألمانيا، وتوفي في 20 ديسمبر 1960 في ألمانيا. حزبياً، نشط في الحزب النازي والحركة الوطنية الإشتراكية للحرية. انتخب عضو مجلس الشورى الموحد بروسيا وانتخب عمدة وانتخب عضو مجلس النواب الألماني من ألمانيا النازية.